# Тронка (роман)
«Тронка» — роман Олеся Гончара, який побудований у формі збірки новел і написаний у 1963 році.
Колекція мальовничих портретів з відтінком традицій та українського націоналізму була дуже добре сприйнята в період хрущовської відлиги. Олеся Гончара високо цінували з часів його трилогії «Прапороносці» (1947–48). У 1964 році роман «Тронка» приніс йому Ленінську премію. Тим не менш, незважаючи на визнання, яке отримав роман «Тронка», Олесь Гончар відчув, що твір — глухий кут, і замість цього у своїй наступній роботі «Собор» (1968) звернувся до більш суперечливого матеріалу та стилю.

## Композиція „Тронка“
Твір складається з дванадцяти новел, кожна з яких являє собою завершений художній твір. Усі новели пов'язані спільною проблемою, загальним романтично-реалістичним ключем викладу, героями, що діють здебільшого в кількох новелах.
Дія роману відбувається в Україні — у таврійських степах, оспіваних письменником у багатьох романах та новелах. Автор зображує найрізноманітніших людей — від старого чабана Горпищенка, безногого ветерана Великої Вітчизняної війни Мамайчука до льотчика, якому вже стелиться дорога в космос,— Петра Горпищенка, Віталика й Тоні, Ліни.

### „Ти— літай“
Льотчик реактивної авіації, молодий Горпищенко, приїхав до батька. Він увесь час батька застає у степу, якого хвилює сьогоднішня проблема господарювання (про настриг вовни, про випаси). У чабана є дочка Тоня. Вийшла й мати зустрічати сина. Стоять столи на честь льотчика, а за столами сидять чабани. Тоня просить брата розгадати таємницю — лист, написаний азбукою Морзе. Брат читає, але Тоня здогадується, хто його написав.

### „Азбука морзе“
Горпищенко — чабан порадив голові робіткому, Лукії Назарівні Рясній, поставити у полі коритця з водою.
Старшокласники почали готувати коритця і повезли їх у поле. Син — Віталій Рясний — вчиться разом з Тонею в одному класі та допомагає Тоні з уроками. Дівчина Тоня дуже подобалася Віталію.. Коли вони приїхали зі степу додому, він одразу ж побіг до свого найкращого друга Сашка Литвиненка, який після школи став працювати радистом на радгоспному радіовузлі. Він був покалічений міною, тому не міг ходити, а стрибав на милицях.
Увечері хлопці — Сашко та Віталій ідуть у кіно. Але Віталій бачить Тоню разом із сержантами і біжить у парк. Тоня, не дочекавшись його, теж не йде у кіно.
На наступний день увесь клас працює у винограднику, де Тоня з Віталієм на одному рядку. Дівчина говорить, що не пішла у кіно вчора і поцілувала його.

### „Червона торпеда“
Серед степу стоїть чабанський колодязь, на ньому червоніє цебро дивної форми. Після кожної війни колодязь чиститься.
Петро Горпищенко дружить із Сіробабою. На сніданок приїхали начальник полігона Уралов, Петро та його товариші. Петро говорить, що вони летять.
Усі йдуть до колодязя і мовчки п'ють воду.
Вона часто їздить у степ до робітників. Колись давно сама собі поклялася, що буде жити для сина. Поїздки, чвари, засідання — таке її життя.
У Віталія був передавач, він передавав у ефірі повідомлення для Тоні. Лукія вирвала передавач з рук і розбила.

### „Мамайчуки“
Гриня Мамайчук був „некерованою“ людиною. Він закохався в зоотехнічку Тамару, чоловік якої полюбляв випити. Батько його був без ніг. Гриня піклується про свого батька: бере на руки разом з його коліщатами і несе до свого фургона. Поїхали Мамайчуки, а робітники ще довго сидять нерухомі.

### „Передчуття океану“
Окрасою радгоспу є середня школа. Настав випускний вечір.
Яцуба жив у тундрових просторах, потім пішов у відставку і переїхав з дочкою сюди. На вечір з'явився капітан Дорошенко. Його дуже полюбляли діти, адже він любив розповідати, як колись він ще хлопчиком прийшов зі степу у Лиманське з мрією — побачити океан. Для Віталія капітан — людина-взірець. Капітан Дорошенко проводжає Лукію додому. Діти йдуть зустрічати схід сонця, який застає їх у степу.

### „Пікетажистка“
Віталій іде працювати на радіовузол замість Сашка Литвиненка, який йде вчитися. Тоня працює у таборі піонервожатою. Гриня збирається в Духовну академію. Ліну батько везе вступати до медичного інституту, але їхнє авто ламається. Поки Яцуба лагодить машину, Ліна знайомиться з тими, хто риє канал. Василина Брага розповідає їй про роботу пікетажистки. Коли батько, полагодивши машину, гукає Ліну, щоб їхати далі, та каже, що не поїде, адже вона — пікетажистка.

### „Капітан Дорошенко“
Дорошенчиха аж відмолоділа відколи в гості приїхав її син. Кожен день він обходить село, з кожним розмовляє, кожному допомагає.
Ще б хоч один раз в океан. У рейс! Хоча б в останній, хоча б у найтяжчий. Далеким здається йому, що була колись у нього сім, я, діти, що він нічого певного не знає про їхній смертний час, про те, як тонуло розбомблене фашистськими літаками транспортне судно.

### „Залізний острів“
У таборі Тоню дуже люлять діти. Вона танцює, співає, ходить у походи. На вихідні проситься додому і відразу йде до Віталика. Приїхали вони на мотоциклі до Сухомлинового кочовища. Вдалині побачили судно, Віталій взяв човен і вони поплили туди. Полізли на палубу цього військового крейсера. Ночують на палубі.

### „Тут багато неба“
Ліна відчула, що потрібна людям. Приїздить батько провідати. Левко Іванович Брага розповідає про дітей, про те, коли вперше привіз їх сюди, то вони казали, що тут багато неба, хоч немає ні  ожини, ні горіхів. Одного разу ввечері збиралися до дітей, але прибіг Кузьма та сказав, що поламався танк, і Брага знімає чисту сорочку та йде ремонтувати.
Розрівняли вже курган і пішли далі в степи. День за днем просуваються вперед будівники магістрального каналу.

### „Полігон“ (історія однієї любові»)
Поміж степових курганів займається один курган, особливий — полігон. Начальник полігону — Уралов. Колись він був льотчиком-винищувачем. Але після медогляду сказали, що вже відлітався. Йому пропонують полігон, але дружина з ним не поїхала. Одного разу був далеко від полігону у справах. Там і зустрівся з Галею. Через декілька днів вона поїхала з ним на полігон. Згодом Уралова переводять на степовий полігон. Галя народила доньку — Олену. Хоч це було щасливе подружжя, але вночі дитина дуже плакала. Уралов купив акардіон, щоб грати донечці. Баба Чабаниха сказала, що дитині не підходить місце. Згодом Олена вмирає. Причину смерті так і не встановили. У полі (на могилі) Уралов зустрічає чабана Горпищенка, показує чабан дзвіночок з овечки — тронка? Галя йде до могили з квітами. Вони сідають в машину і переїжджають. Полігон згортається.

### «Тронка»
Минуло ще одне літо. На Горпищенковій кошарі  купання овец. Ними займається Тоня, тому що батько з матір'ю полетіли до свого сина, який одружується. Далеко в затоці так і стоїть військове судно. Віталій подавав знак скельце і в результаті хлопці з полігона помітили сигнали та врятували їх. У радгосп привезли жінок — «тунеядок». Варя — алкоголічка попала до Тоні. Тоня її жаліла. Віталій, Гриня та Дорошенко прибули в Лиманське. Прибули з моря рибалки разом із їхнім ватагом Сухомлиним. Капітан Дорошенко забирає в рейс Віталика. Незабаром вони вже на борту. Приплили на корабельню (завод). Вперше бачить Віталик цю майстерню кораблів, новозбудованого красеня корабля. Де ж побуває на ньому Віталик? Та знає: хоч де буде він, всюди йому як позивна мелодія степового рідного краю ніжно й сумовито дзеленчатиме тронка.